# Peromyscus interparietalis
Peromyscus interparietalis es una especie de roedor de la familia Cricetidae.

## Distribución geográfica
Se encuentra sólo en México 